# Strekov
Strekov (in ungherese Kürt) è un comune della Slovacchia facente parte del distretto di Nové Zámky, nella regione di Nitra.